# 라가나
라가나(그리스어: λαγάνα)는 그리스의 납작빵이다. 전통적으로 동방 기독교의 금식 기간인 사라코스티의 첫 날, 정결한 월요일에 먹는 음식이다.

## 이름
현대 그리스어 "라가나(λαγάνα)"의 어원은 고대 그리스어 "라가논(λάγανον)"이다. 이탈리아의 라사냐와는 동원어 관계이다.

## 역사
기원전 1세기 고대 그리스에서 먹었던 음식인 라가논이 5세기 쯤부터 "라가나"라 불리기 시작했으나, 현대의 라가나와 같은 음식인지는 확실치 않다. 라가나는 원래 팽창시키지 않고 만들었으나, 현대에는 효모를 넣어 팽창시켜 만드는 경우가 많다.

## 만들기
밀가루에 소금과 효모, 올리브유를 넣어 만든 반죽을 평평하고 넓은 모양으로 펴서 만든다. 손가락으로 눌러 오목한 자국을 내며, 위에는 참깨나 허브를 뿌려 굽는다.

## 같이 보기
- 피타